# Göran Färm
Göran Färm (Stoccolma, 17 ottobre 1949) è un politico svedese, europarlamentare per il Partito Socialdemocratico Svedese.

## Biografia
Esponente del Partito Socialdemocratico Svedese, è stato consigliere comunale di Norrköping dal 1994 al 1999.
Alle elezioni europee del 1999 è stato eletto europarlamentare.
Dal 2004 al 2007 è stato membro della giunta dell'associazione comunale dell'Östsam. Nel 2007 è subentrato nuovamente al Parlamento europeo, venendo rieletto quindi poi anche alle elezioni europee del 2009.